# Kamisu
Kamisu (jap. 神栖市 Kamisu-shi) – miasto portowe w Japonii położone nad Pacyfikiem, w prefekturze Ibaraki, we wschodniej części wyspy Honsiu. Ma powierzchnię 146,97 km². W 2020 r. mieszkały w nim 95 454 osoby, w 40 376 gospodarstwach domowych  (w 2010 r. 94 795 osób, w 35 882 gospodarstwach domowych) .

## Położenie
Miasto leży w południowej części prefektury nad Oceanem Spokojnym. Leży w odległości około 70 km od Tokio. Graniczy z miejscowościami:
- Itako
- Kashima
- Chōshi (z Prefektury Chiba)
- Katori (z Prefektury Chiba)
- Tōnoshō (z Prefektury Chiba)

## Historia
Wieś Kamisu powstała 1 marca 1955 roku w powiecie Kashima w wyniku połączenia wiosek Ikisu i Karuno, a 1 stycznia 1970 roku zdobyła status miejscowości (町). 1 sierpnia 2005 roku, przez połączenie z miejscowością Hasaki (również z powiatu Kashima), Kamisu zdobyło status miasta.

## Populacja
Zmiany w populacji terenu miasta w latach 1920–2020:

## Miasta partnerskie
- Stany Zjednoczone: Eureka